# Who's That Chick?
«Who's That Chick?» —en español: «¿Quién es esa chica?»— es una canción realizada por el disc jockey y productor francés David Guetta con la colaboración de la cantante barbadiense Rihanna, incluida como el segundo sencillo del álbum de estudio de Guetta, One More Love. Además, se incluye en el álbum de Rihanna que lleva por nombre Loud. Fue lanzado como descarga digital el 22 de noviembre de 2010.

## Antecedentes
A principios de 2010, David Guetta presentó un fragmento del sencillo en una estación de radio francesa, pero no entró en mucho detalle acerca de la canción. En ese mismo año, la canción fue confirmada como el primer sencillo del relanzamiento del álbum One Love, titulado One More Love. Fue lanzado como descarga digital a nivel internacional, el 22 de noviembre de 2010 y en el Reino Unido el 28 de noviembre de 2010. «Who's that Chick?» es una canción dance pop. Esta canción hace referencia a Madonna, ya que en algunas de sus líricas, se utilizan sus apodos como "Crazy Dita" y "Disco Diva"

## Video musical
El primer video musical fue utilizado para promover el evento musical global de Doritos, "Late Night". Hay dos versiones del video: día y noche, que fueron oficialmente lanzados el 15 de octubre de 2010; el video con la versión de día, se había filtrado en internet, el 17 de septiembre de 2010. En la versión de día, Rihanna se encuentra dentro de una fantasía, con muchos arco iris, todo lleno de mucho color y en la versión de noche, podemos observar, en casi todo el video el estilo gótico. Los dos clips fueron dirigidos por Jonas Akerlund.
Un tercer video fue filmado en diciembre de 2010 en Los Ángeles, este video fue estrenado el 28 de enero de 2011; en él podemos ver a David Guetta en una nave espacial, donde se embarca en una aventura interplanetaria para encontrar a "esa" chica. La chica en cuestión es Rihanna, y los mandos de la nave espacial son una mesa de mezclas; Rihanna se ve bailar en varias pantallas de televisión. En la escena de Rihanna las pantallas muestran en escena a David Guetta, por su parte, las escenas reales de Rihanna son los mismos del vídeo de Doritos. Más tarde, David Guetta estrenó en su página web oficial, la versión nocturna de este video.

## Rendimiento comercial
Para la fecha del 5 de diciembre de 2010, «Who's That Chick?» se posicionó en Australia en el número treinta y seis. El 23 de enero de 2011, alcanzó un nuevo máximo de número siete. Debutó en el número setenta y tres en el Billboard Hot 100 y recientemente ha vuelto a entrar en el número ochenta y cinco y llegó a un pico de 51 en su tercera semana en la lista. A partir de agosto de 2011, la canción había vendido 538.000 copias en los Estados Unidos.
En Irlanda, «Who's That Chick?» debutó y alcanzó el número cuatro. En el Reino Unido, la canción debutó en el número nueve y más tarde se recuperó en el número 6. En la misma semana obtuvo su nuevo pico en la lista de sencillos, alcanzó el número uno en la lista UK Dance Singles.

## Lista de canciones y formatos
| Estados Unidos - Descarga digital |                                        |          |  |
| N.º                               | Título                                 | Duración |  |
| 1.                                | «Who's That Chick?» (Versión original) | 2:47     |  |

| Reino Unido - Descarga digital |                                        |          |  |
| N.º                            | Título                                 | Duración |  |
| 1.                             | «Who's That Chick?» (Versión original) | 3:19     |  |

| Francia - Formato CD |                                        |          |  |
| N.º                  | Título                                 | Duración |  |
| 1.                   | «Who's That Chick?» (Versión original) | 3:19     |  |
| 2.                   | «Who's That Chick?» (Afrojack Remix)   | 6:15     |  |

| Australia/ Estados Unidos - EP |                                            |          |  |
| N.º                            | Título                                     | Duración |  |
| 1.                             | «Who's That Chick?» (Adam F Remix)         | 5:00     |  |
| 2.                             | «Who's That Chick?» (Versión extendida)    | 4:35     |  |
| 3.                             | «Who's That Chick?» (Versión instrumental) | 3:18     |  |

## Posicionamiento en listas y certificaciones
| País            | Lista (2010–11)                | Mejor Posición |
| --------------- | ------------------------------ | -------------- |
| Alemania        | Media Control AG               | 6              |
| Australia       | Australian Singles Chart       | 7              |
| Australia       | Australian Dance Chart         | 1              |
| Austria         | Ö3 Austria Top 75              | 4              |
| Bélgica         | Ultratop 50 flamenca           | 6              |
| Bélgica         | Ultratop 40 valona             | 1              |
| Brasil          | Hot 100 Airplay                | 28             |
| Canadá          | Canadian Hot 100               | 26             |
| Dinamarca       | Tracklisten                    | 25             |
| Escocia         | The Official Charts Company    | 4              |
| Eslovaquia      | Slovak Singles Chart           | 1              |
| España          | PROMUSICAE                     | 5              |
| Estados Unidos  | Billboard Hot 100              | 51             |
| Estados Unidos  | Billboard Hot Dance Club Songs | 1              |
| Estados Unidos  | Billboard Digital Songs        | 48             |
| Estados Unidos  | Billboard Pop Songs            | 33             |
| Francia         | France Singles Chart           | 5              |
| Finlandia       | Suomen virallinen lista        | 5              |
| Irlanda         | Irish Singles Chart            | 4              |
| Israel          | Media Forest                   | 2              |
| Italia          | Italian Singles Chart          | 11             |
| Japón           | Japan Hot 100                  | 43             |
| Nueva Zelanda   | NZ Singles Chart               | 8              |
| Noruega         | VG-Lista                       | 5              |
| Países Bajos    | Dutch Top 40                   | 7              |
| Reino Unido     | UK Singles Chart               | 6              |
| Reino Unido     | UK Dance Chart                 | 1              |
| República Checa | Czech Republic Singles Chart   | 11             |
| Rumania         | Romanian Top 100               | 50             |
| Suecia          | Sverigetopplistan              | 14             |
| Suiza           | Schweizer Hitparade            | 8              |

| Lista (2010)                    | Posición |
| ------------------------------- | -------- |
| Australia (ARIA Singles Chart)  | 91       |
| Australia (ARIA Dance Chart)    | 19       |
| Alemania (German Singles Chart) | 45       |

| País          | Certificación | Ventas certificadas | Ref.   |
| ------------- | ------------- | ------------------- | ------ |
| Australia     | 2× Platino    | 140 000             | [ 34 ] |
| Alemania      | Oro           | 150 000             | [ 35 ] |
| Bélgica       | Oro           | 15 000              | [ 36 ] |
| España        | Oro           | 20 000              | [ 37 ] |
| Italia        | Oro           | 25 000              | [ 38 ] |
| Nueva Zelanda | Platino       | 15 000              | [ 39 ] |
| Reino Unido   | Platino       | 600 000             | [ 40 ] |

### Sucesión en listas
| Anterior: «The Time (Dirty Bit)» de The Black Eyed Peas               | Ultratop 40 valona — Sencillo Nro 1 15 de enero de 2011 — 22 de enero de 2011       | Siguiente: «Hold It Against Me» de Britney Spears            |
| Anterior: «Tonight (I'm Lovin' You)» de Enrique Iglesias con Ludacris | Hot Dance Club Songs — Sencillo Nro 1 12 de febrero de 2011 — 19 de febrero de 2011 | Siguiente: «A Year Without Rain» de Selena Gomez & the Scene |

## Historial de lanzamientos
| País           | Fecha                   | Formato          |
| -------------- | ----------------------- | ---------------- |
| Australia      | 22 de noviembre de 2010 | Descarga digital |
| Bélgica        | 22 de noviembre de 2010 | Descarga digital |
| Dinamarca      | 22 de noviembre de 2010 | Descarga digital |
| Finlandia      | 22 de noviembre de 2010 | Descarga digital |
| Francia        | 22 de noviembre de 2010 | Descarga digital |
| Alemania       | 22 de noviembre de 2010 | Descarga digital |
| Italia         | 22 de noviembre de 2010 | Descarga digital |
| Países Bajos   | 22 de noviembre de 2010 | Descarga digital |
| España         | 22 de noviembre de 2010 | Descarga digital |
| Suecia         | 22 de noviembre de 2010 | Descarga digital |
| Estados Unidos | 22 de noviembre de 2010 | Descarga digital |
| Reino Unido    | 28 de noviembre de 2010 | Descarga digital |